# Andrei Sokolov (Frankrijk)

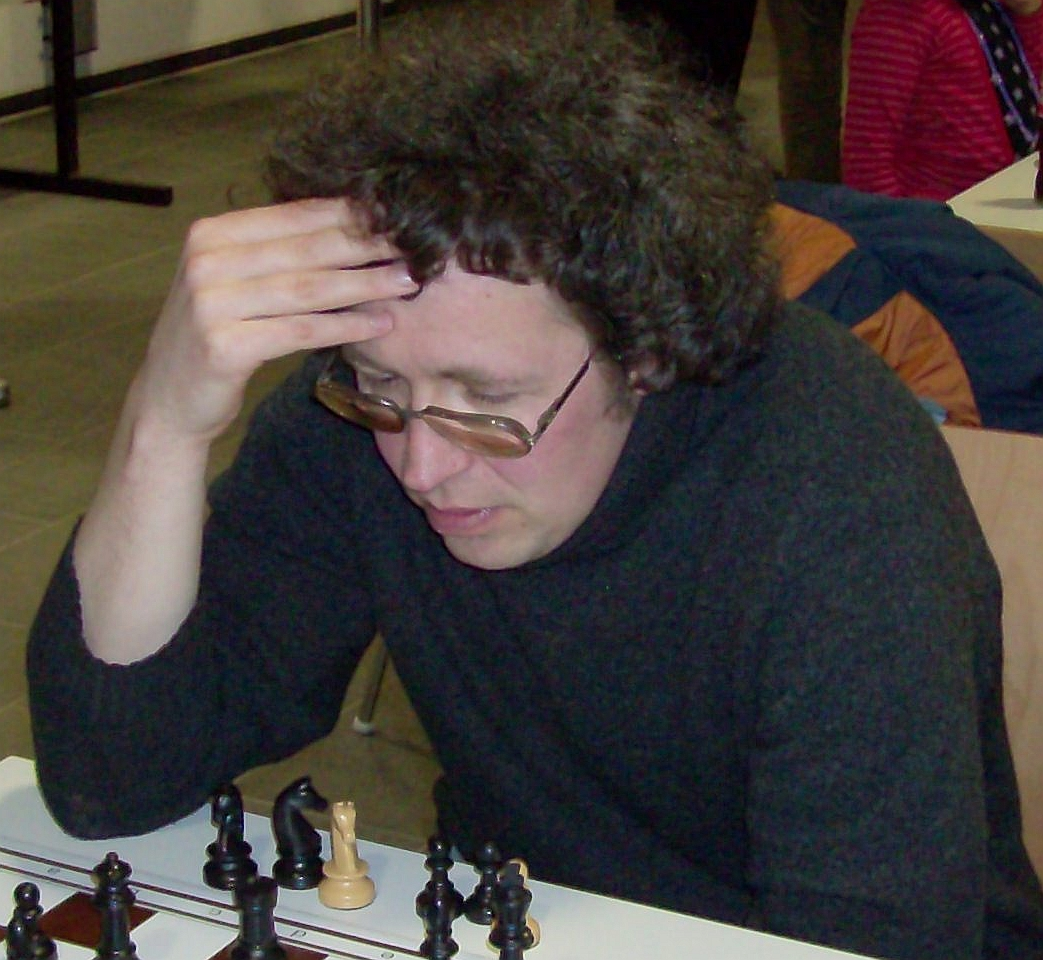
Andrei Sokolov

Andrei Sokolov (Russisch: Андрей Юрьевич Соколов, Andrej Joerjevitsj Sokolov) (Vorkoeta, 20 maart 1963) is een Franse schaker van Russische afkomst. Hij is sinds 1984 grootmeester (GM).
Sokolov was een van de grote jeugdtalenten in de Sovjet-Unie. In het begin van de jaren 80 kwam hij snel omhoog. In 1981 werd hij jeugdkampioen van de Sovjet-Unie, in 1982 jeugdwereldkampioen en in 1984 won hij het (zwak bezette) algemene kampioenschap van de Sovjet-Unie.
In 1985 begon hij zich te mengen in de strijd om het wereldkampioenschap door als derde te eindigen in het Interzone-toernooi van Biel. Het daaropvolgende kandidatentoernooi van Montpellier deelde hij de eerste drie plaatsen met Rafael Vaganian en Artur Joesoepov. In de kandidatenmatches versloeg hij achtereenvolgens Vaganian met 6–2 en Joesoepov met 7½–6½. Normaal gesproken zou hij daarna een match om het wereldkampioenschap hebben gespeeld, maar van 1984 tot 1986 waren Anatoli Karpov en Garri Kasparov bezig met hun eerste drie matches en konden niet meedoen met de gewone cyclus. De FIDE bepaalde dat Karpov en Sokolov een 'superfinale' moesten spelen om het recht tegen Kasparov te spelen. Deze match werd in 1987 in Linares gespeeld. Sokolov verloor kansloos (3½–7½).
In de volgende kandidatencyclus verloor hij reeds in de eerste ronde van underdog Kevin Spraggett (4–4, Spraggett won de rapid-tiebreak). Daarna daalde zijn schaakkracht aanmerkelijk en werd hij een betrekkelijk anonieme grootmeester, die slechts af en toe een aansprekend succes boekte, zoals het (gedeeld) winnen van het Russisch kampioenschap in 1995 en het (eveneens gedeelde) Franse kampioenschap in 2003. In 2005 werd hij tweede in het kampioenschap van Frankrijk.